# قاو كانغ
قاو كانغ (بالصينية: 高亢) هو سياسي صيني، ولد في 1957 في شنيانغ في الصين. نشط حزبياً في الحزب الشيوعي الصيني.